# August Ernst von Steigentesch

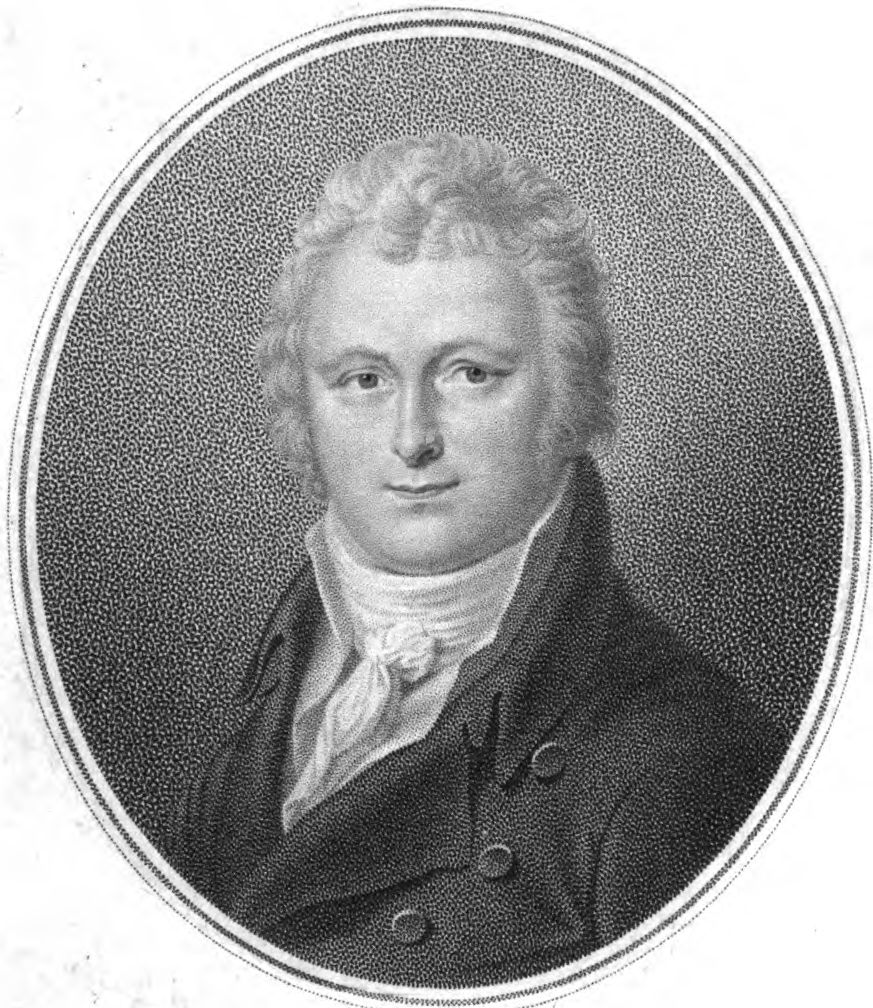
August Ernst von Steigentesch von Friedrich John.

Freiherr August Ernst von Steigentesch (* 12. Januar 1774 in Hildesheim; † 30. Dezember 1826 in Wien) war ein deutsch-österreichischer Dichter, Schriftsteller und Diplomat.

## Leben
Er wurde als Sohn des kurmainzischen Kabinettsministers Andreas von Steigentesch (* 1741; † 4. Juli 1802) und dessen zweiter Frau Johanna geb. Rettberg geboren, trat 1789 in österreichische Militärdienste und war eifrig als Soldat und Diplomat, auch an der Seite des Generals Karl Philipp zu Schwarzenberg, gegen Napoléon Bonaparte tätig. Er avancierte bis zum Generalmajor und war bis 1820 österreichischer Militärbevollmächtigter am Bundestag.
1814 arbeitete er zusammen mit Ioannis Kapodistrias, Stratford Canning und Claude Marie Gustave de Damas am Schweizerischen Bundesvertrag.
Außer zahlreichen Lustspielen, in denen er die kleinen Schwächen und Torheiten der Menschen mit großer Wahrheit schilderte, und die sich lange auf der Bühne erhielten, veröffentlichte er auch Gedichte (4. Auflage, Darmstadt, 1823) und eine Reihe von Erzählungen. Seine Gesammelten Schriften erschienen in 6 Bänden (Darmstadt, 1820).
Im Jahr 1909 wurde in Wien-Donaustadt (22. Bezirk) die Steigenteschgasse nach ihm benannt.